# ستاره فروزان
ستاره فروزان فیلمی است درام به کارگردانی و نویسندگی اسداله سلیمانی‌فر محصول سال ۱۳۴۸ است.

## خلاصه داستان
مردی در جستجوی برادر ناتنی اش است که سال‌ها پیش پدرش او را به همراه مادر پسر از خانه بیرون رانده است...

## بازیگران
- فروزان
- عادل روحی
- شهلا
- ثریا بهشتی
- احمد قدکچیان
- ابراهیم فخار
- فرهاد محبت
- ایرج صابری
- فرنگیس فروهر
- فرشته
- یدالله محمدی‌نژاد
- رادی پور